# San-Klasse
Die Schiffe der San-Klasse zählen zu den Containerschiffen der Reederei Hamburg Süd.
Die Schiffe kamen unter der Flagge Liberias mit Heimathafen Monrovia in Fahrt. Nach der Übernahme von Hamburg Süd durch A. P. Møller-Mærsk fahren die Schiffe seit Anfang 2018 unter der Flagge Singapurs.

## Technik
Die Laderäume der Schiffe werden mit Pontonlukendeckeln verschlossen. Die Schiffe haben eine maximale Containerkapazität von 9.034 TEU. Es sind Anschlüsse für 1370 Integral-Kühlcontainer vorhanden.
Der Antrieb der Schiffe besteht aus einem bei Hyundai in Lizenz gebauten Zweitakt-Dieselmotor mit einer Leistung von 36.440 kW, der direkt auf einen Festpropeller wirkt und eine Geschwindigkeit von rund 22 Knoten ermöglicht.

## Die Schiffe
| San-Klasse     | San-Klasse | San-Klasse | San-Klasse                                    | San-Klasse | San-Klasse                 |
| Bauname        | IMO-Nummer | Baunummer  | Kiellegung Stapellauf Ablieferung             | Flagge     | Umbenennungen und Verbleib |
| -------------- | ---------- | ---------- | --------------------------------------------- | ---------- | -------------------------- |
| San Clemente   | 9699189    | 2711       | 4. März 2014 23. Mai 2014 25. Juli 2014       | →          | so in Fahrt                |
| San Christobal | 9699191    | 2712       | 8. April 2014 4. Juli 2014 29. August 2014    | →          | so in Fahrt                |
| San Vicente    | 9699206    | 2713       | 26. Mai 2014 29. August 2014 5. November 2014 | →          | so in Fahrt                |
| Daten: Equasis |            |            |                                               |            |                            |